# Obléhání Říma (537-538)
První obléhání Říma během gotských válek trvalo rok a devět dní, od 2. března 537 do 12. března 538. Město bylo obléháno ostrogótskou armádou pod vedením jejich krále Witigese. Bránícím se východním Římanům velel Belisarius, jeden z nejslavnějších a nejúspěšnějších římských vojevůdců. Obléhání bylo prvním velkým střetnutím sil obou protivníků a sehrálo rozhodující roli v dalším vývoji války.
Obléhání zpočátku nevypadalo pro Belisara příznivě, neboť disponoval ve srovnání s protivníkem nedostatečnými silami, nakonec Řím dokázal udržet až do příchodu posil, zatímco jeho protivník Witiges utrpěl značné ztráty způsobené nejen bojem, ale především nemocemi.
Po příchodu posil zahájil Belisar vlastní ofenzívní akci, která vyústila v dobytí Arimina (dnes Rimini), odkud přímo postupoval na ostrogótské hlavní město Ravennu. Witiges proto obléhání Říma zrušil a urychleně se stáhl, aby Ravennu ochránil.